# Тыгын Дархан
Тыгын (Дыгын) Дарха́н (якут. Тыгын Дархан; ? — 1631) — тойон и дархан хангаласского племени якутов, якутский полководец, известный герой многочисленных якутских преданий, подлинная историческая личность конца XVI — первой трети XVII вв. В русских источниках часто назывался Тынином.

## Биография
Согласно преданию, первым вождем якутов на Средней Лене был дед Тыгына Баджей. В якутских легендах XIX-XX вв. он фигурирует как Дойдуса Дархан, а по данным С. И. Боло также как Тюсюлге Дархан. У Тюсюлге было два сына: Мунньан Дархан и Малдьаҕар. Мунньан Дархан имел двух сыновей: Тыгына и Усун Ойууна.
По преданиям, Тыгын имел усадьбы почти по всем приметным местам обширной долины Туймаады на левом берегу Лены, а именно возле Хатын-Юряхской дороги. Держал много конного и крупного рогатого скота, воинов, холопов, зависимых табунщиков и коровников, рабов и прочей прислуги.
В вилюйских вариантах легенд Тыгын изображался в виде богатыря-гиганта. По поводу его роли как исторической личности на данный момент нет единого мнения. Некоторые историки считают его наиболее вероятным объединителем якутских племён, в которых на тот момент происходил переход к раннеклассовому обществу и существовали предпосылки к появлению протогосударства. Другие обращают внимание на слишком жёсткие методы в его политике, которые не приводили к подчинению других родов, а напротив — отталкивали даже некоторых сподвижников и приводили к децентрализации.
Тыгын жил на стыке эпох, ему пришлось столкнуться с пришедшими с Енисея русскими казаками, вследствие чего происходили военные стычки и дипломатические переговоры. Достоверно неизвестно, когда и при каких обстоятельствах окончил свой жизненный путь первый верховный тойон якутов. Российский учёный-этнограф XVIII века Якоб Линденау пишет, что Тыгын был взят казаками в заложники и умер как пленник перед приездом первых воевод в Якутский острог. По другим сведениям, Тыгын умер уже в глубокой старости.
В исторических документах русских, имя Тыгына упоминается в 1631 году во время экспедиции Ивана Галкина в Якутии, где он сообщает, что был подвергнут нападению от хангаласского тойона Тыгына и бордонского тойона Бодоя. В ходе стычки, потеряв множество своих людей отступил к стругам и вернулся в Енисейск. После этого имя Тыгына не упоминается нигде. Во время прихода Петра Бекетова в 1632 году, имя Тыгына не упоминается, а вместо него, среди хангаласских тойонов фигурируют его сыновья. Таким образом ряд историков утверждает, что Тыгын умер на рубеже 1631-1632 гг. до прихода Бекетова. Как и каким образом он умер, никто не знает.       
По мнению академика А.П. Окладникова, Тыгын, благодаря своей личной энергии, бесспорным организаторским и военным способностям, стал повелителем большинства якутских родов и племён. Он стремился объединить их вокруг себя с целью создания основ государственности, примерно так же, как в IX веке происходило объединение Руси под властью киевских князей.

## Образ в культуре и искусстве
- Перу якутского писателя В. С. Яковлева — Далана принадлежит роман «Тыгын Дархан» (1993).
- Фильм «Тыгын Дархан» (2020) режиссера Никиты Аржакова[2].

## Память
- Именем Тыгына названа одна из гостиниц в центре Якутска — гостиница «Тыгын Дархан»[3]
- Ежегодно с 1995 года на празднике Ысыах Туймаады проводят спортивные мероприятия именуемые как Игры Дыгына (якут. Дыгын Оонньуулара). Игры проводят на местности Yс Хатын, близ города Якутска (в 2020 году не проводились из-за COVID-19).